# Ockerblättriger Zinnober-Täubling
Der Ockerblättrige Zinnober-Täubling (Russula pseudointegra) ist eine Pilzart aus der Familie der Täublingsverwandten. Der Täubling sieht dem Harten Zinnober-Täubling recht ähnlich, hat aber bei Reife gelb-ocker gefärbte Lamellen. Der recht seltene Pilz kommt in Laubwäldern vor und ist ungenießbar.

## Merkmale

### Makroskopische Merkmale
Der dickfleischige Hut ist (5) 10–15 cm breit. Beim jungen Pilz ist er oft halbkugelig geschlossen, dann konvex, später ausgebreitet. Die Mitte ist mitunter leicht niedergedrückt. Der Hutrand ist im Alter oft wellig verbogen, kaum gerieft und oft weißlich bereift. Die Huthaut ist meist einheitlich kirschrot gefärbt. Sie kann aber auch satt rosa, scharlach- bis leuchtend korallrot gefärbt sein. Selten ist die Mitte gelblich ausgeblasst oder weist ockerliche oder orange Farbtöne auf. Bei jungen Fruchtkörpern oder bei Regen ist die Huthaut leicht schmierig bis klebrig, später trocken, glanzlos matt bis samtig, später glatt. Sie lässt sich mehr als zur Hälfte abziehen.
Die Lamellen stehen meist recht dicht, sie sind jung blass ocker, reif satt gelb und weisen bisweilen einen lachsfarbenen Schimmer auf, im Alter können sie zu orange-ocker nachdunkeln. Die Lamellen sind am Stiel schmal angewachsen oder stehen fast frei, sie sind nur selten gegabelt.
Der Stiel ist 4–10 cm lang und 1,5–3 cm breit und zylindrisch geformt. In der Jugend ist er mehlig, runzelig und fest, aber bald schon ausgestopft und zuletzt schwammig-porös. Im Alter wird der Stiel oft grau.
Der Pilz riecht angenehm obstartig, bisweilen auch mentholartig. Sein Geruch erinnert mitunter aber auch an Brombeermarmelade oder an den Geruch des Gallentäublings. Das Fleisch schmeckt mild, aber bitter, nach einigem Kauen leicht schärflich und adstringierend (zusammenziehend). Das Sporenpulver ist satt ockergelb (IVb nach Romagnesi).
Die Guajakreaktion ist negativ. Eisensulfat verfärbt das Fleisch gräulich und Sulfovanillin bewirkt eine lebhaft rote Verfärbung des Stielfleisches.

### Mikroskopische Merkmale
Die Sporen sind kurz elliptisch bis fast kugelig, 7–8,5 µm lang und 6,5–8 µm breit. Sie sind mit niedrigen, 0,7 µm hohen, strichförmig verbundenen Warzen besetzt, die ein ziemlich unvollständiges Netzwerk ausbilden. Die Huthaut enthält keine Pileozystiden, dafür aber inkrustierte, lange und ziemlich breite (2,7–4 µm) Primordialhyphen. Die Hyphen enthalten Vakuolen-, aber keine Membranpigmente.
Die Zystiden der Lamellen sind stumpf oder spindelförmig und haben eine amorphe Hülle, die die Zellen mantelartig umhüllt, wobei die Spitze frei bleibt. Die Pleurozystiden sind 55–80 µm lang und 8,5–13 (17) µm breit und haben über 2 µm dicke Zellwände. Die Basidien sind 43–60 µm lang, 10–13 µm breit und haben 2, 3 oder 4 Sterigmen.

## Ökologie
Wie alle Täublinge ist auch der Ockerblättrige Zinnober-Täubling ein Mykorrhizapilz, der in erster Linie mit Eichen, aber auch gern mit Rotbuchen eine Symbiose eingeht. Seltener geht er auch mit anderen Laubbäumen eine Partnerschaft ein. Der Pilz bevorzugt frische, schwach saure bis leicht alkalische und nur mäßig mit Nährstoffen versorgte Böden. Er kommt auf verlehmten Braun- und Parabraunerden und Pelosolen über unterschiedlichen Ausgangsgesteinen vor. Man findet den Pilz bevorzugt in Buchen- und Buchenmischwäldern wie tannenreichen Buchen-, Orchideen-Buchen- oder Waldmeister-Buchenwäldern sowie in Eichen-Mischwäldern wie Waldlabkraut-Eichen-Hainbuchen-, den wärmeliebenden Weißfingerkraut-Traubeneichen- sowie den bodensauren Hainsimsen-Habichtskraut-Traubeneichenwäldern oder in Eichen-Ulmen-Auenwäldern. Auch in lichten Parkanlagen kann der Pilz gefunden werden. Die Fruchtkörper erscheinen von Juli bis Anfang Oktober. Der Pilz bevorzugt das Hügel- und das untere Bergland.

## Verbreitung

Europäische Länder mit Fundnachweisen des Ockerblättrigen Zinnober-Täublings.
Legende:
Länder mit Fundmeldungen
Länder ohne Nachweise
keine Daten
außereuropäische Länder

Der Ockerblättrige Zinnober-Täubling kommt in Nordasien (Russland-Fernost, Japan), Nordamerika (USA) und Europa vor. In Südeuropa ist er von Spanien bis Rumänien und in Westeuropa von Frankreich bis Großbritannien verbreitet. In Osteuropa findet man ihn in Belarus und Russland und in Nordeuropa kommt er im gesamten südlichen Fennoskandinavien vor.
In Deutschland ist der Pilz vom Tiefland bis ins untere Bergland weit gestreut. Er ist vielerorts selten und steht auf der Roten Liste in der Gefährdungskategorie RL3.

## Systematik

### Infragenerische Systematik
Der Ockerblättrige Zinnober-Täubling wird von M. Bon in die Subsektion Chamaeleontinae (Roseinae bei H. Romagnesi) gestellt, eine Untersektion der Sektion Lilaceae (Incrustatae). Die Subsektion enthält milde Täublinge mit gelbem Sporenpulver und meist feinsamtiger Huthaut. Unter dem Mikroskop lassen sich inkrustierte Primordialhyphen mit mehr oder weniger keuligen oder kopfigen kutikularen Hyphen-Endzellen erkennen.

## Bedeutung
Wohl essbar, aber nicht schmackhaft, in etwa vergleichbar mit dem Harten Zinnober-Täubling.